# Irish Open 1936
Die Irish Open 1936 waren die 30. Austragung dieser internationalen Meisterschaften von Irland im Badminton. Sie fanden in Dublin statt.	

## Finalresultate
| Disziplin    | Sieger                      | Finalist                       | Ergebnis    |
| ------------ | --------------------------- | ------------------------------ | ----------- |
| Herreneinzel | Ralph Nichols               | James Rankin                   | 15–11, 15–7 |
| Dameneinzel  | Thelma Kingsbury            | Diana Doveton                  | 11–1, 11–3  |
| Herrendoppel | Ian Maconachie James Rankin | Alan Titherley T. P. Dick      | 15–7, 15–12 |
| Damendoppel  | Marian Horsley Betty Uber   | Thelma Kingsbury Diana Doveton | 15–7, 15–10 |
| Mixed        | Donald C. Hume Betty Uber   | Ian Maconachie Marian Horsley  | 15–4, 15–6  |